# Norpipe
Norpipe är ett bolag som bildades 1973 samt två pipelines. Norpipe var en investering på 26,4 miljarder norska kronor och kom i drift i september 1977. Norska staten äger genom Statoil 50% av ledningen den andra hälften av olika gas- och oljebolag med Phillips Petroleum som största ägare.

## Ekofisk - Emden
Mellan Ekofiskfältet och gasterminalen i Emden, Tyskland byggde man en 443 km lång naturgasledning. Ledningen som har en diameter på 91 cm var det första steget i byggandet av petroleuminfrastrukturen i Nordsjön. 1985 kopplades Statpipe på Norpipe och därmed skickades gas från Statfjordfältet via naturgasanläggningen i Kårstø till Ekofisk och vidare ner till Tyskland. Ledningens operatör är Gassco och TSP (Technical service provider) är ConocoPhillips. 

## Ekofisk - Teesside
Mellan Ekofiskfältet och ConocoPhillips oljeterminalen i Teesside, Storbritannien byggde man en 350 kilometer lång pipeline med 86 centimeters radie. På denna pipeline kopplade man sedan på ett flertal brittiska oljeplattformar.